# آكلو البطاطا (لوحة)

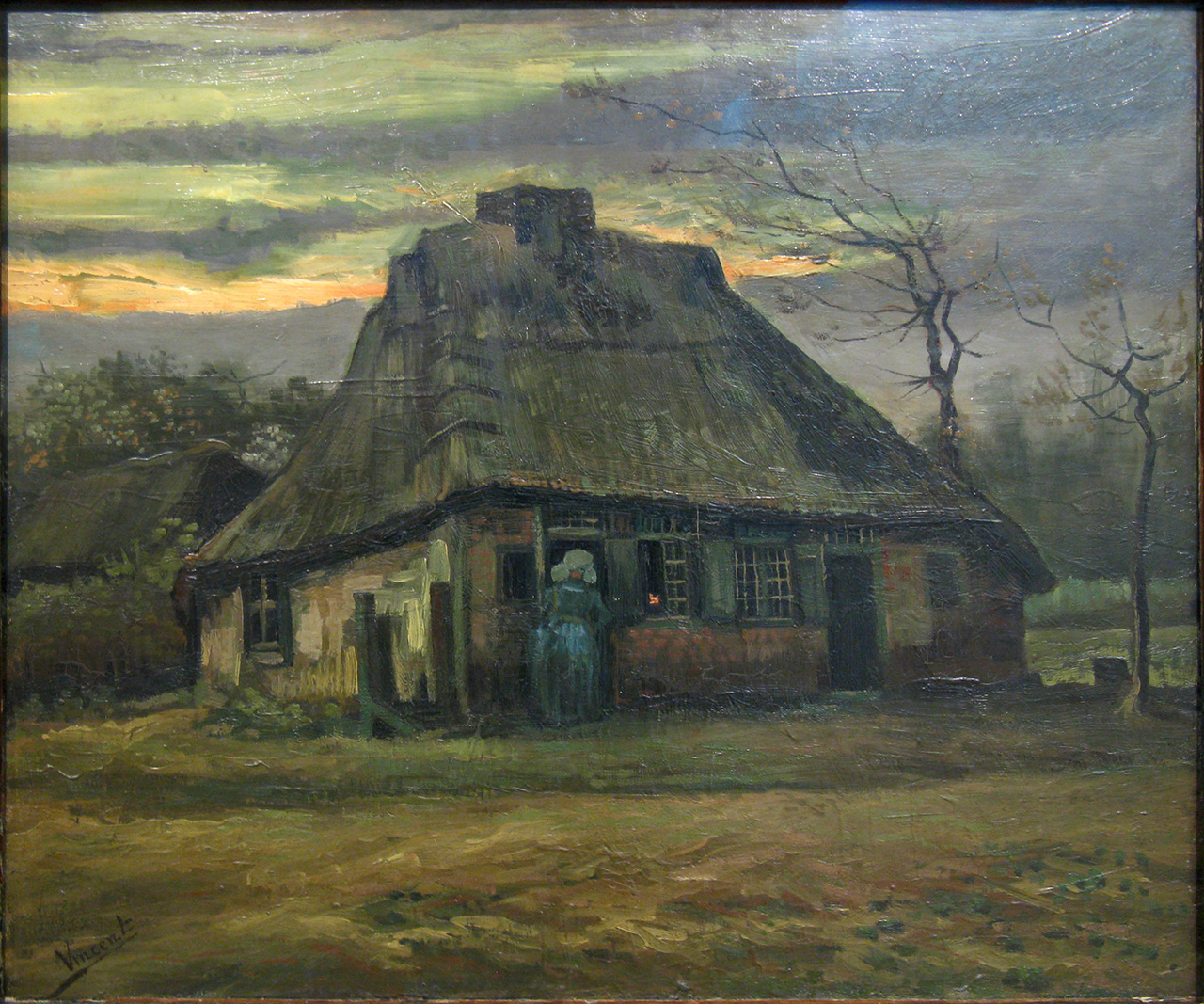
لوحة الكوخ 1885 في متحف فان غوخ، أمستردام (F83). كان الكوخ منزل لعائلتين تدعى أحدهما بـ (دي غروتس) اللذين كانوا موضوع لوحة فينست فان غوخ آكلو البطاطا

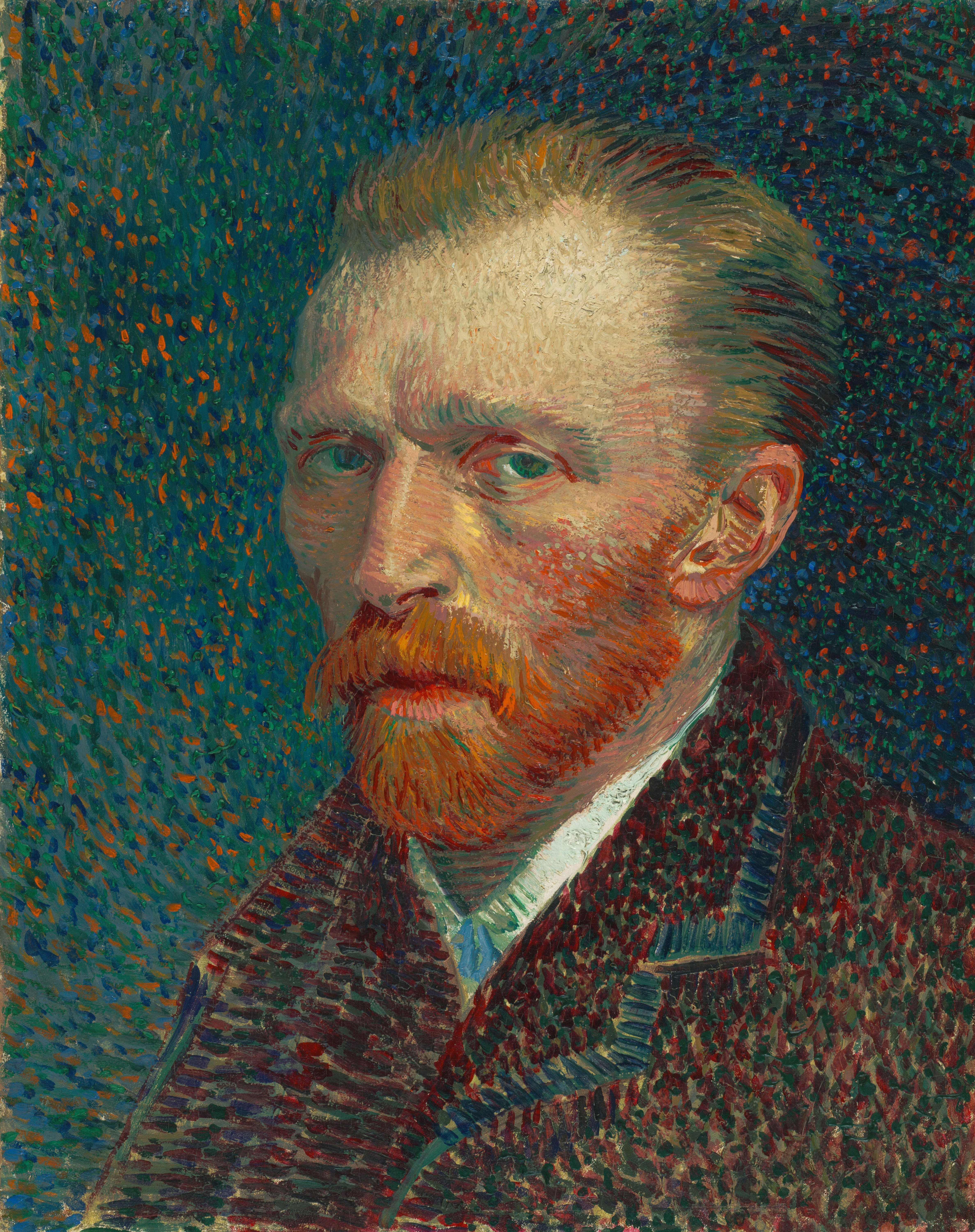
الفنان الهولندي فينسنت فان جوخ.

لوحة أكلوا البطاطا ((بالهولندية: De Aardappeleters)‏) هي لوحة زيتية رسمها الفنان الهولندي فينسنت فان جوخ في إبريل 1885 في نوينين، هولندا. توجد اللوحة الآن في متحف فان جوخ بأمستردام. كما توجد لوحة زيتية أولية لها أيضا في متحف كرولر مولر في أوتريلو. تمت صناعة مطبوعات حجرية للصورة، محفوظة في مجموعة أعمال فان جوخ في متحف الفن الحديث في مدينة نيويورك.
تعتبر اللوحة واحدة من أهم لوحات فان جوخ.

## التكوين
مع نهاية شهر مارس وبداية إبريل في عام 1885 بدأ فان جوخ برسم الخطوط الأولى للوحة ليرسلها إلى أخيه ثيو في باريس الذي لم تعجبة اللوحة كباقي اللوحات التي أرسلها لها. بدأ فان جوخ برسم وتلوين اللوحة من 13 إبريل لينهي أغلبها مع بداية مايو باستثناء تغييرات بسيطة قام بها بفرشاة صغيرة في وقت لاحق من نفس العام.
صرح فان جوخ بأنه يريد تصوير الفلاحين كما هم. فاختار عينة خشنة وقبيحة عن قصد، معتقد بأنه بذلك سيحصل على لوحة أكثر طبيعة قائلا:
«كما ترون، فقد أردت وبشدة تخليد تلك اللحظة. لحظة هؤلاء الناس وهم يأكلون البطاطس على ضوء مصابيحهم الصغيرة بأيديهم الخشنة التي يزرعون الأرض بها. مطمئنين على أنهم حصلوا على طعامهم بأمانة. إن هذة اللوحة تخلد نمط عيش مختلف كليا عن النمط الحضاري. لذلك فأنا لا أريد أي أحد أن يعجب باللوحة بدون أن يعرف لماذا قمت برسمها».
كتب فان جوخ إلى أخته ويليمينا بعد عامين في باريس، بأنة يعتبر أن لوحة أكلوا البطاطا هي أنجح لوحة رسمها قائلا:
«عندما أتذكر أعمالي لا أجد لوحة قمت برسمها أنجح من لوحة أكلوا البطاطا التي قمت برسمها في نوينين».
تزعزعت ثقة فان جوخ بنفسه كفنان بعد انتقاد صديقه أنتون فان ربارد للوحة بعد رسمها مباشرة، ليكتب إليه قائلا:
«ليس لديك الحق في نقد أعمالي بتلك الطريقة» (يوليو 1885).
وفي رسالة أخرى:
«في كل محاولاتي السابقة كنت أحاول القيام بما أريد به لأتعلم كيفية القيام به». (أغسطس 1885).

## الإصدارات

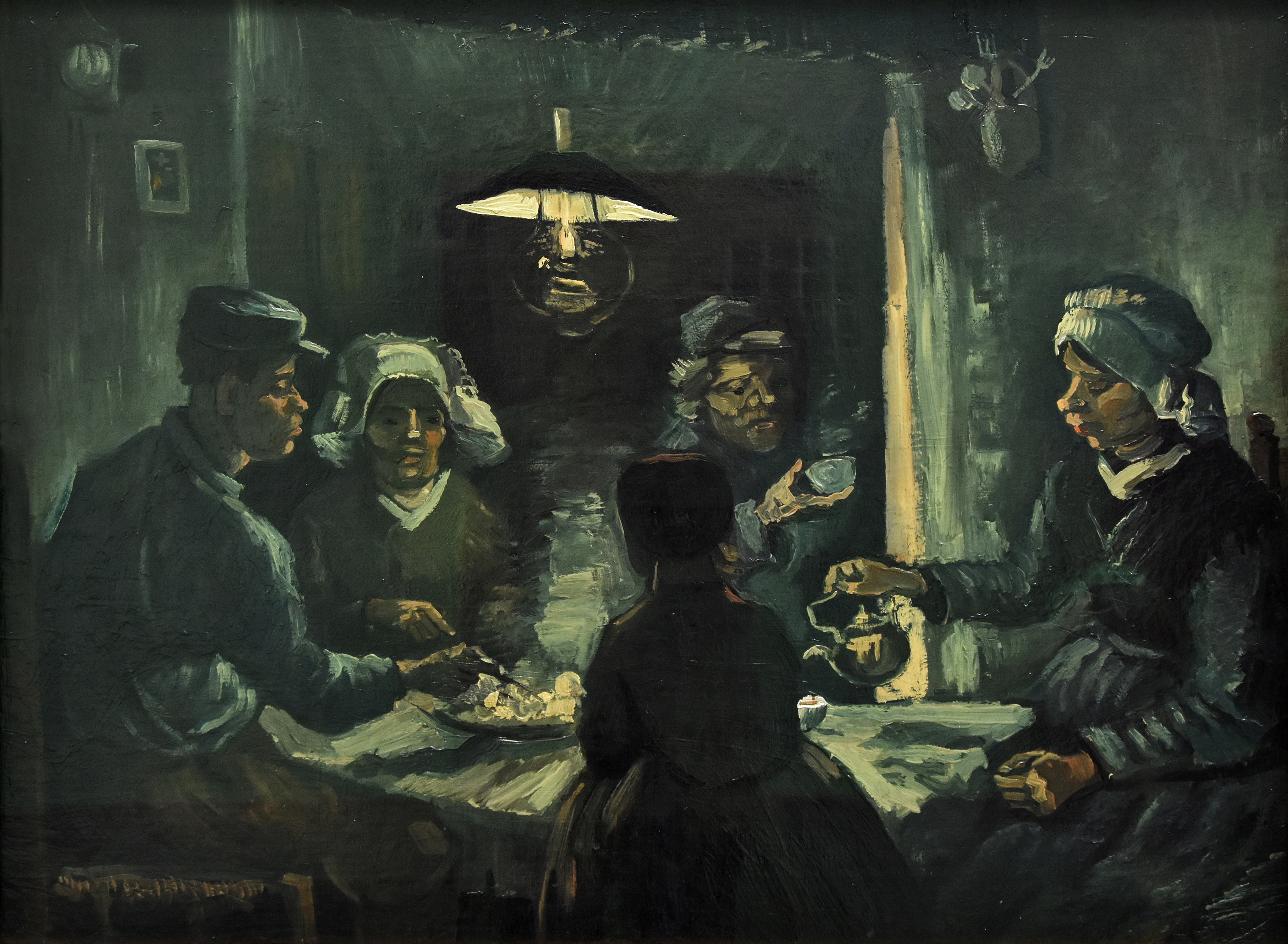
الطبعة الثانية من لوحة آكلو البطاطا، 1885، متحف كرولر مولر، أوتريلو
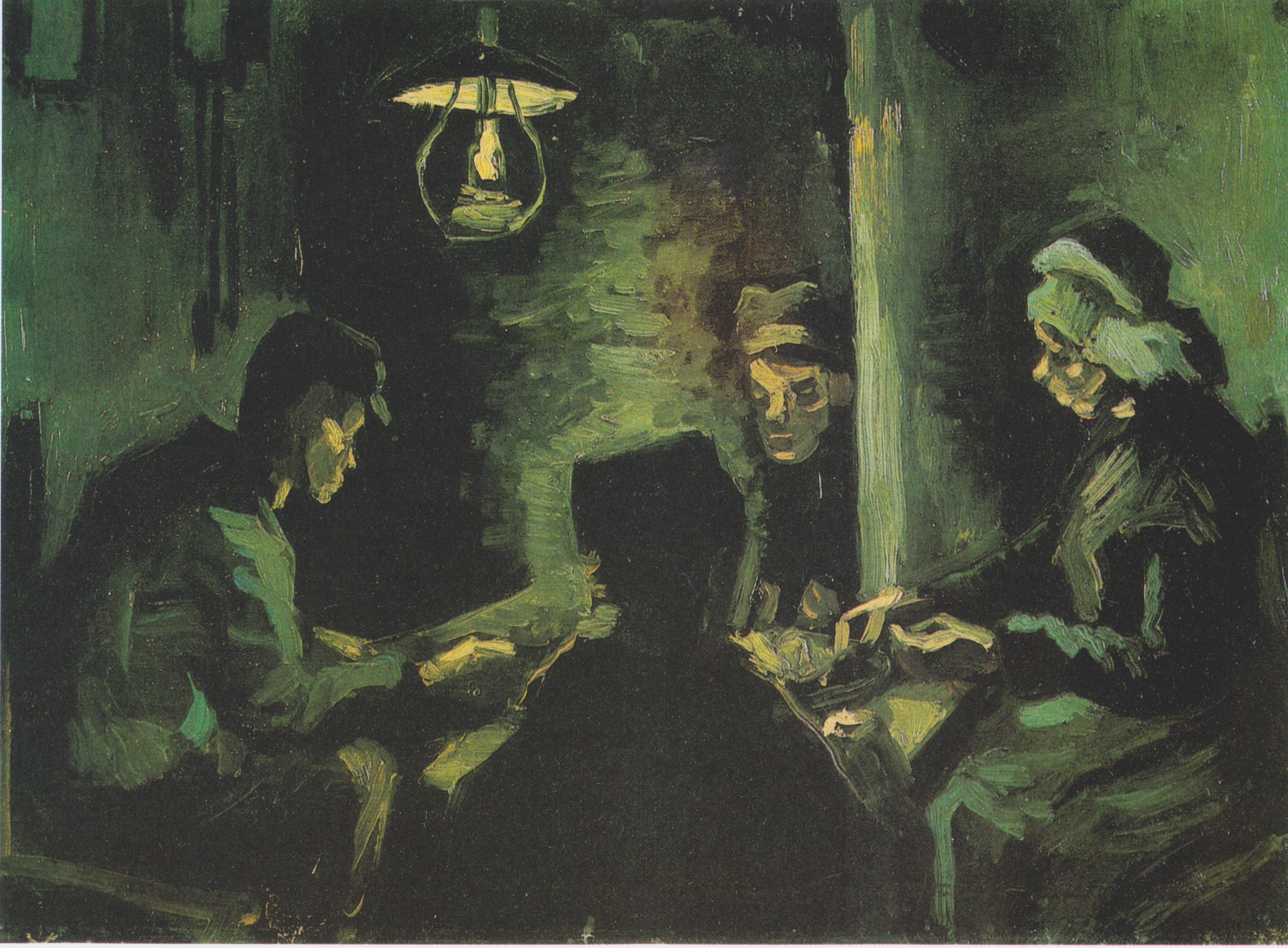
لوحة آكلو البطاطا، 1885، (F77r).
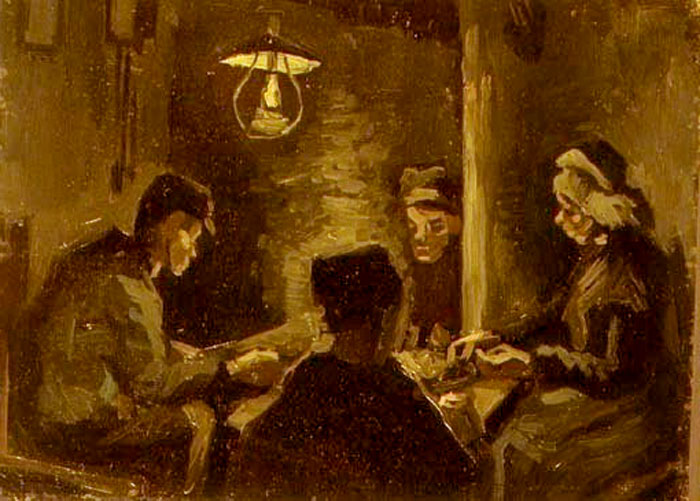
لوحة آكلو البطاطا

## الطباعة الحجرية

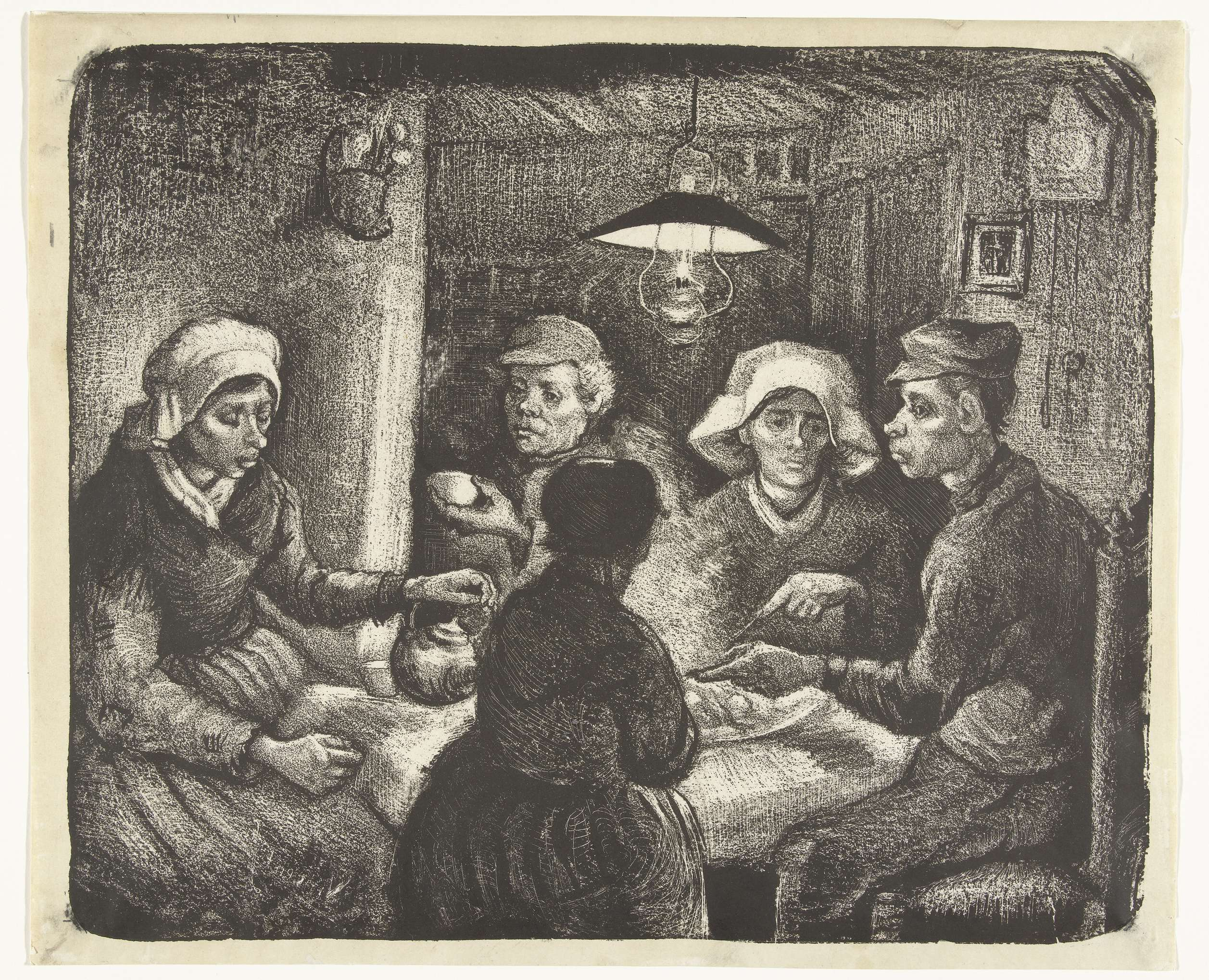
لوحة حجرية للوحة آكلو البطاطا (إبريل 1885)، متحف الفن الحديث في مدينة نيويورك.

قام فان جوخ بصياغة طباعة حجرية للوحة قبل الشروع في رسمها وتلوينها. صرح في خطاب أرسله إلى أخيه وصديقه بأنه قد صنع الطباعة الحجرية من الذاكرة في يوم واحد.
بالرغم من تقديره للعمل التصويرى على نطاق ضيق، فقد كان جامعاً متحمسًا للنقوش الإنجليزية، إلا أنه كان يعمل قليلًا في الوسائط التصويرية.

## تأثير مدرسة لاهاي
عند ذكر اسم فان جوخ فإن أول ما يأتي في أذهان الناس هي الحركة ما بعد الانطباعية، لكن الواقع أن رسوماته تقترب أكثر من مدرسة لاهاي ورادها من أمثال أنطون موفيف وجوزيف إسرائيل.
في خطاب له إلى أخيه ثيو كتبه في منتصف يونيو 1884، صرح فيه:
"عندما أسمع حديثك الطويل عن العديد من الأسماء الجديدة، لا أستطيع فهم سبب شغفك الكبير بهم بدون أن أرى أي عمل لهم. لكن عندما بدأت حديثك عن "الانطباعية"، علمت أنه شيء مختلف تماما عما كنت متخيله. ومع ذلك فليس فلم استطع أن أفهم حتى الآن ما تعنيه الكلمة.
لكن لا أستطيع الإنكار أنني معجب كثيرا بأعمال جوزيف إسرائيل لدرجة تجعلني غير مهتم بأي شيء مختلف أو جديد".
قبل أن يرسم فينسنت لوحة أكلوا البطاطا، كان جوزيف قد رسم فكرته عن نفس الموضوع في لوحة الفلاحين حول الطاولة. ذكر فينسنن في خطاب أرسله إلى أخيه ثيو يوم 11 مارس 1882 بأنه قد إستلهم فكرة لوحة أكلوا البطاطا بعد رؤيته عمل جوزيف.

## السرقة
في ديسمبر 1988، تمت سرقة النسخة البدائية من لوحة أكلوا البطاطا، ويفرز انتيرور (the Weaver's Interior) وزهرة عباد الشمس الجافة من متحف كرولر مولر. في إبريل 1989، أعاد اللصوص لوحة ويفرز انتيرور في محاولة للحصول على فدية وصلت إلى 2.5 مليون دولار. إستطاعت الشرطة استعادة اللوحتين الأخرتين في 14 يوليو 1989 بدون دفع أي فدية.
في 14 إبريل 1991، تمت سرقة 20 لوحة من متحف فينسنت فان جوخ بما فيهم النسخة النهائية للوحة أكلوا البطاطا. لأسباب غير معلومة، تخلى اللصوص عن اللوحات الفنية بعد 35 دقيقة من السرقة، ليتم استرجاع اللوحات بسرعة.

## وصلات خارجية
مقالات
- Van Gogh, paintings and drawings: a special loan exhibition, a fully digitized exhibition catalog from The Metropolitan Museum of Art Libraries, which contains material on this painting (see index)
- The Potato Eaters (1885), oil on canvas, Van Gogh Museum, Amsterdam
- The Potato Eaters (1885), oil on canvas, Kröller-Müller Museum, Otterlo

فيديوهات
- قصة لوحة آكلو البطاطا
- ماذا يريد فان جوخ قوله من خلال اللوحة؟
- تحليل لوحة آكلو البطاطا لفان جوخ